# Джон Нобл (актор)
Джон Нобл (Ноубл, англ. John Noble; нар. 20 серпня 1948) — австралійський актор, відомий ролями намісника Денетора у серії фільмів «Володар перснів», доктора Волтера Бішопа в науково-фантастичному серіалі «Межа», Генрі Перріша в містичному серіалі «Сонна лощина» та Морланда Холмса в детективному серіалі «Елементарно». Нобл також озвучував Ліланда Монро у відеогрі L.A. Noire, трансформера Юнікрона в мультсеріалі «Трансформери: Прайм» і суперлиходія DC Comics Страхопудала у відеогрі Batman: Arkham Knight.

## Кар'єра
Рання акторська кар'єра Джона Нобла почалася в театрі в 1970-1980-х роках. Протягом 10 років він був художнім керівником трупи «Stage Company of South Australia». Нобл був куратором піклувальником артцентру Adelaide Festival Centre та головою Фестивалю мистецтв Аделаїди. У 1979 році він зіграв головну роль у «Великій пригодницькій книзі для хлопчиків» (англ. Great Big Adventure Book for Boys) Еррола Флінна на Единбурзькому фестивалі в Шотландії. У 1984 році прем'єр-міністр Південної Австралії Джон Беннон номінував Нобла на премію «Молодий австралієць року».
У віці 40 років Нобл дебютував у кіно, у фільмі жахів 1988 року «Сновидіння» (англ. The Dreaming).
У 1998—2004 роках він періодично з'являвся в телесеріалі «Всі святі» (англ. All Saints). Всесвітню відомість актор здобув після виконання ролі намісника південного королівства Ґондор Денетора в кінотрилогії «Володар перснів». Він зіграв російського консула Анатолія Маркова в шостому сезоні американського телесеріалу «24». У 2011 році він з'явився в ролі магната нерухомості Ліланда Монро у відеогрі L.A. Noire компанії Rockstar Games. Він також є голосом трансформера Юнікрона в мультсеріалі «Трансформери: Прайм» і його завершенні, анімаційному фільмі «Трансформери Прайм: Мисливці на чудовиськ — Повстання Предаконів».
Джон Нобл відмічений нагородами за роль ексцентричного науковця, доктора Волтера Бішопа в популярному науково-фантастичному серіалі «Межа», яку він виконував протягом п'яти сезонів (2008—2013). Також Нобл зіграв Морланда Холмса, батька детектива Шерлока Холмса, в американському детективному серіалі «Елементарно»: він був регулярним персонажем у 4-му сезоні, та як гостьовий — у 6-7-му сезонах.
Пізніше Джон Нобл працював в американському серіалі «Легенди завтрашнього дня», де озвучував демона часу Маллуса. Крім того, в епізоді «Guest Starring John Noble» він зіграв самого себе самого, коли супергерой Атом відвідав його на знімальному майданчику фільму «Володар перснів: Повернення короля».

## Особисте життя
Джон Нобл має квартири в Нью-Йорку та Сіднеї, де проживає зі своєю дружиною Пенні Нобл. У них троє дітей: Деніел, Джессіка та Саманта, яка теж є австралійською акторкою. У 2011 році повідомлялося, що захопленнями Нобла були «музика, живопис і оповідання». Він вивчає теоретичну фізику і просив, щоб автори серіалу «Межа» завжди спиралися на те, що може бути науково здійсненним.
У 2012 році Нобл діагностували остеопороз. Заснована актором благодійна організація «Noble Bones» допомагає підвищити обізнаність про хворобу.